# Isidor ze Sevilly
Isidor ze Sevilly (asi 560 Cartagena – 4. dubna 636 Sevilla) byl encyklopedický učenec, biskup v Seville, poslední autor latinské patristiky a jeden z nejvlivnějších autorů raného středověku. Je uctíván jako světec. Papež Benedikt XIII. jej roku 1722 prohlásil za učitele církve. 

## Život
Isidor prožil svůj život na Pyrenejském poloostrově, ovládaném germánskými Vizigóty. Patřil mezi několik málo osobností, které se snažily o záchranu doznívající latinské kultury a vzdělanosti. Narodil se v zámožné a vzdělané rodině, oba bratři i sestra byli v církevní službě. Po smrti rodičů se o něj staral starší bratr Leander, sevillský biskup. Isidor studoval v místní katedrální škole, naučil se řecky i hebrejsky a po bratrově smrti roku 600 nebo 601 převzal po něm službu biskupa v Seville.

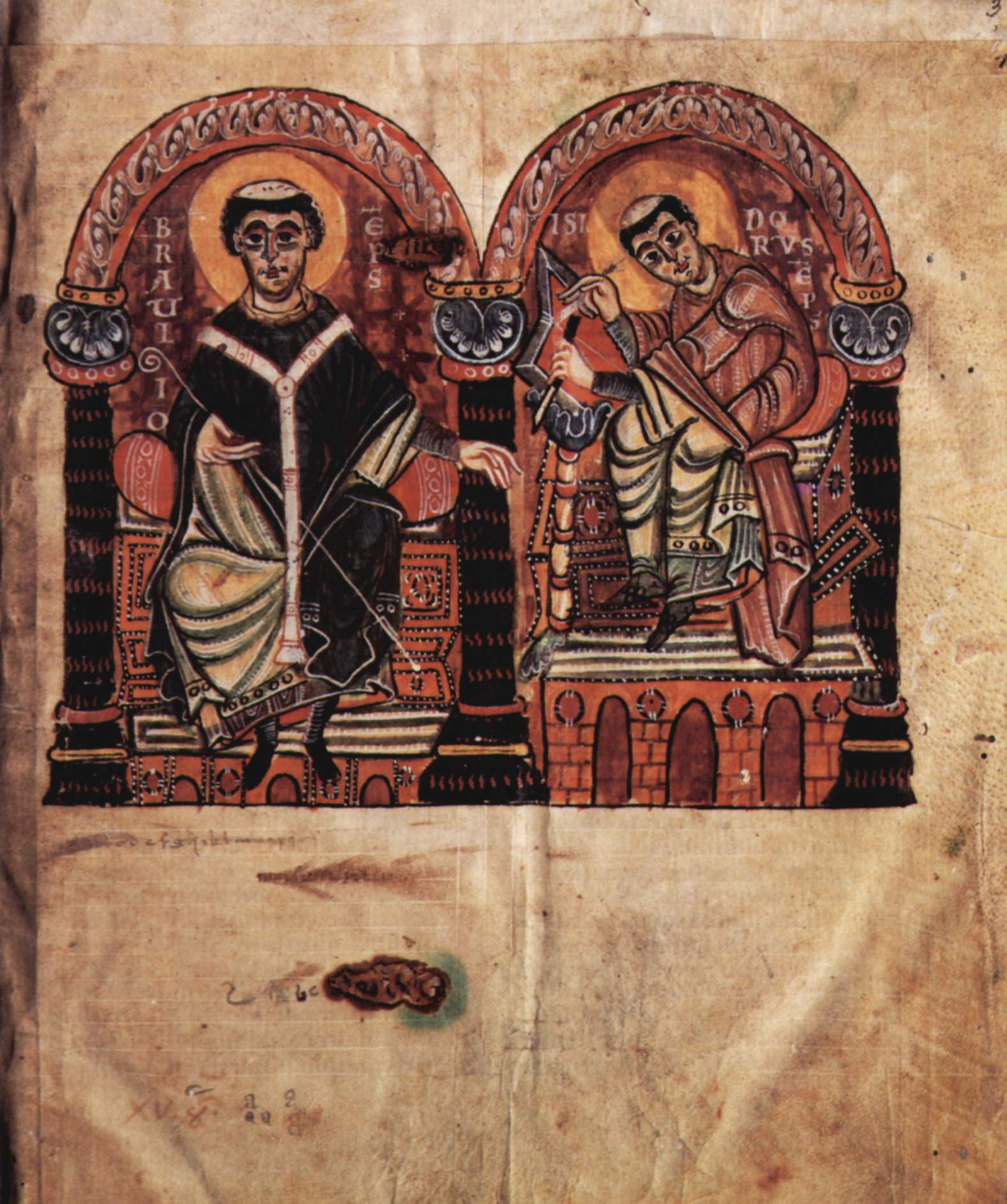
Biskup Braulio a Isidor ze Sevilly. Z rukopisu Etymologiae (10. století, Einsiedeln)

Leanderův zápas s králem Leovigildem musel v té době nabýt náboženské podoby: Gótové byli většinou ariáni, ale zdánlivě pouze dogmatický spor o Trojici měl své mocenské důsledky. Z Ariova učení, že Bůh Syn je podřízen Otci a Duch Svatý Synovi totiž ariáni odvozovali i podřízení církve („Syn“) a vzdělanosti („Duch Svatý“) Otci čili panovníkovi. Proto bylo gótské ariánství zároveň i politickou teorií jejich vlády: panovník chápal biskupa jako svého dvořana, jemuž mimo jiné svěřoval i oblast vzdělávání. Roku 587 se Leovigildův nástupce Rekkared ariánství zřekl a přijal katolickou víru. Na upevnění víry a k odstranění sporů Isidor svolal roku 619 synodu do Sevilly, jíž se účastnili i biskupové z Galie, a roku 633 koncil v Toledu, který pod jeho předsednictvím vyhlásil nezávislost církve (proti ariánům), zároveň ji však zavázal k loajálnosti k panovníkovi. Dekret koncilu uložil biskupům povinnost zakládat školy a starat se o vzdělání kněžích a doporučil i výuku řečtiny a hebrejštiny, práv a medicíny.
Po dvou stoletích gótského panství byly staré kulturní a vzdělávací instituce zničeny a Isidor se věnoval jejich obnově, podporoval kláštery a pokusil se zachránit a uspořádat i souhrn klasického vědění ve svých spisech. Všem biskupům nařídil, že mají zřizovat školy a ve svých knihách jim poskytl i základní učebnice. První tři knihy jeho Etymologiae shrnují látku sedmi svobodných umění, která se poté vyučovala po celý středověk jako základ vzdělanosti. Jeho spisy jsou tedy spíše syntézy a sloužily po staletí jako učebnice.

## Dílo

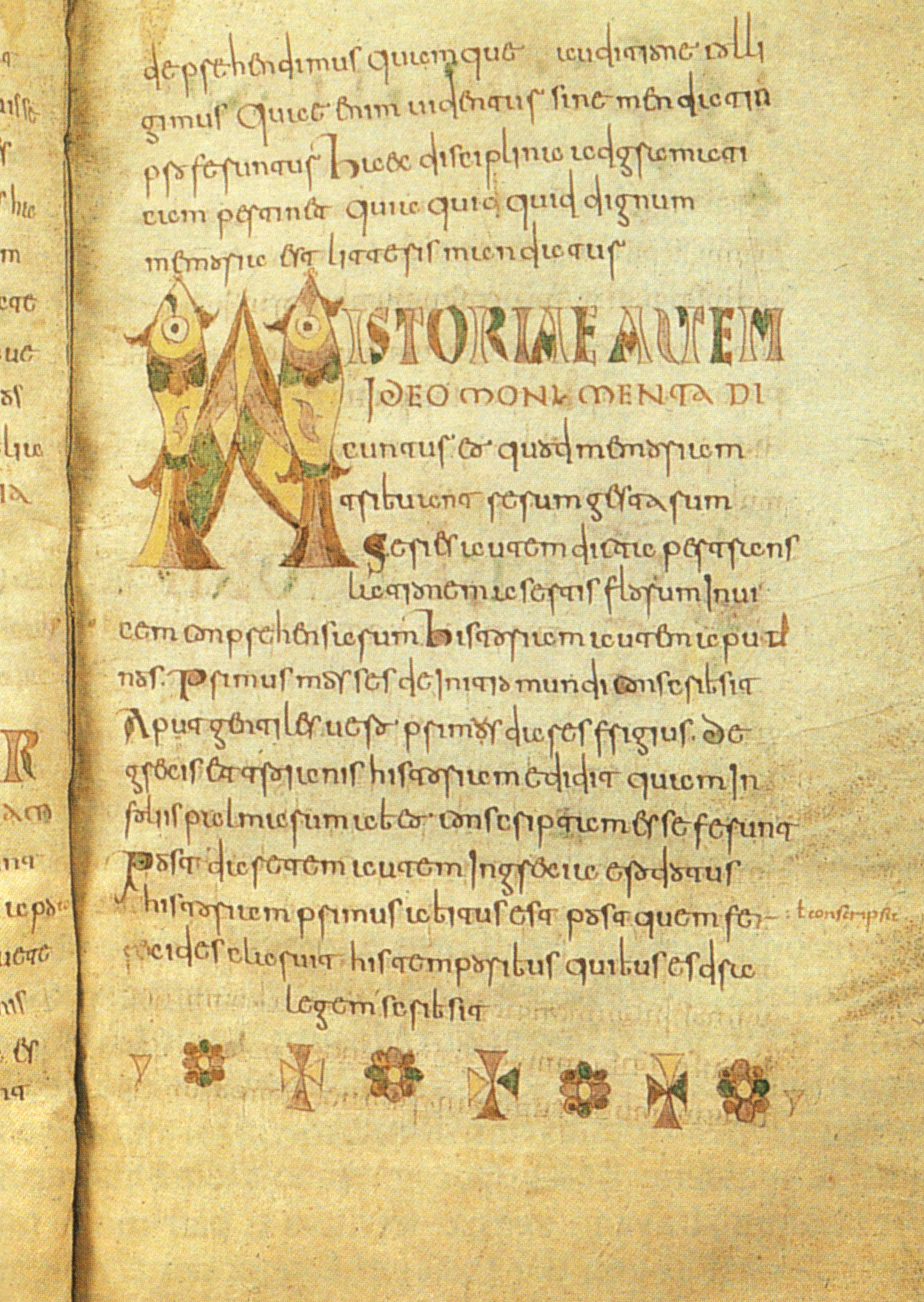
Stránka z rukopisu Etymologií (8. století, Brusel)

- Etymologiarum libri viginti – O významu slov
- De natura rerum – O povaze věcí
- Sententiarum libri tres – Tři knihy sentencí
- De ecclesiasticis officiis – O církevních úřadech
- Regula monachorum – Mnišská řehole
- De ordine creaturarum – O řádu stvoření
- De differentiis verborum – Rozdíly mezi slovy
- De fide catholica contra Iudaeos – O katolické víře proti Židům
- Synonymorum – Synonyma
- Chronica maiora – Velké kroniky
- Historia de regibus Gothorum, Vandalorum et Suevorum – Dějiny gótských, vandalských a svébských králů
- In libros Veteris ac Novi Testamenti prooemia – Předmluvy ke knihám Starého a Nového zákona
- Questiones in vetus testamentum – Otázky o Starém zákoně
- De viris illustribus – O slavných mužích
- De ortu et obitu patrum – O původu a úmrtích Otců.

V knize De fide catholica contra Iudaeos Isidor mimo jiné rozvíjí Augustinovu nepřátelskou polemiku proti Židům. Vzhledem k Isidorově autoritě v pozdějších dobách se mu připisovala i řada jiných, podvržených spisů.

### Etymologiae

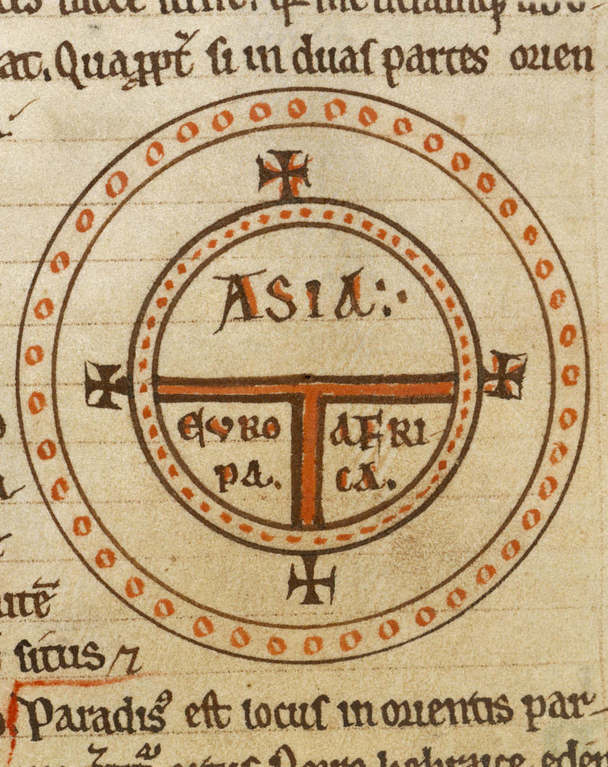
Isidorova mapa světa: Asie, Evropa, Afrika

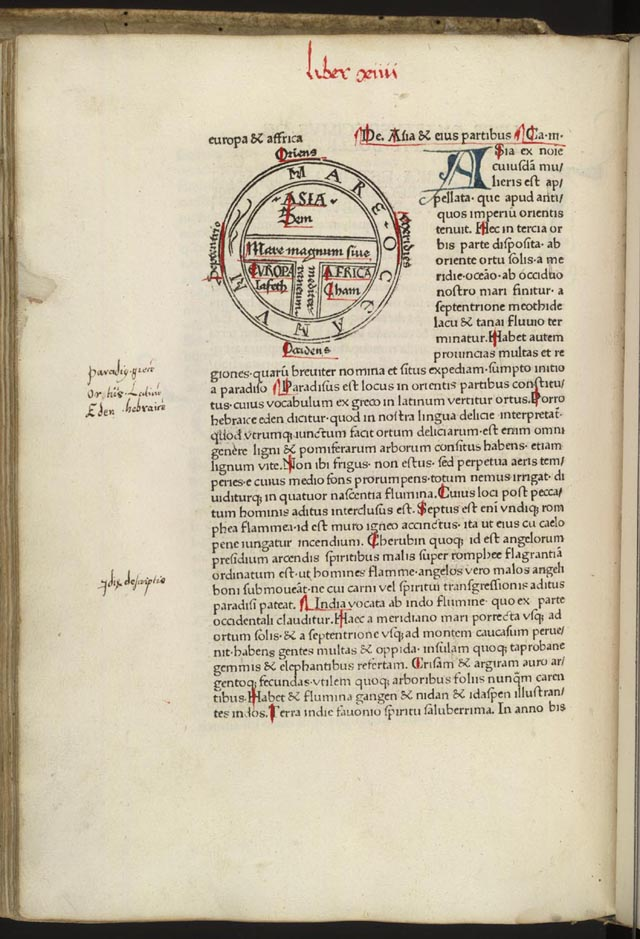
Etymologiae (prvotisk, 1472)

Nejvýznamnějším dílem Isidora ze Sevilly jsou Origines sive Etymologiae (Počátky neboli Etymologie). Dvacet knih představuje encyklopedii lidského poznání a vědomostí té doby, titul naznačuje duchovní souvislost s Platónem.[zdroj?] První tři knihy jsou věnovány sedmi svobodným uměním, to jest
- triviu:
  - gramatice včetně latinské literatury,
  - rétorice včetně etiky a práva,
  - dialektice, to jest filosofii a argumentaci;
- a kvadriviu, to jest:
  - aritmetice,
  - geometrii,
  - astronomii a
  - hudbě, zejména teorii harmonie.

Tento kánon vzdělanosti byl běžný již v římském vzdělávacím systému, diskutovalo se o tom, kolik je svobodných umění a jaká to jsou. Pojetí, které používá Isidor a posléze jej také přejal středověk, popsal v 5. století Martianus Capella. Později se kánon svobodných umění stal základem pro formu studia na artistických fakultách univerzit. Jednotlivé disciplíny se ovšem vyučovaly podle modernějších, vědeckých textů. Isidorovy Etymologie přesto díky svému přívětivému stylu zůstaly ještě dlouho oblíbenou četbou; proto se zachovaly ve stovkách opisů (včetně podlažického Codex gigas) a v řadě prvotisků z 15. století.
V Isidorově díle se zachovalo množství odkazů a přímých citátů z antické latinské a hlavně řecké literatury včetně jinak ztracených spisů například Aristotela[zdroj?] a předsokratiků. Až do 13. století to byl jediný dostupný zdroj řecké vzdělanosti v západní Evropě.[zdroj?] Isidorovo shrnutí ovšem nepřímo přispělo i k tomu, že řecké spisy se v dalších staletích na západě neopisovaly a tedy ztrácely.

## Isidorův pozdější vliv
Isidorova ambice obsáhnout a systematizovat co největší okruh lidského vědění byla relativně úspěšná a jeho Etymologie proto byly docela oblíbenou četbou v klášterních školách. Když se během 12. století masově rozšiřují nové překlady původních řeckých a arabských děl do latiny, vliv Isidorova kompilačního a popularizačního díla spíše slábl. Ve 13. století v souvislosti s universitami vznikly nové encyklopedie věd, např. De divisione philosophiae Dominika Gundissalina. V tomto díle je vedle jiných, především arabských autorů, citován i Isidor.
Isidora (spolu s Aristotelem a Ciceronem) také hojně cituje Tomáš Akvinský ve svém politologickém spise De regno ad regem Cypri (O království ke králi kyperskému).
Kromě písemného odkazu jeho rozsáhlého encyklopedického díla, které spoluurčovalo středověkou vzdělanost, byl Isidor uctíván i jako světec a v Dantově „Ráji“ je mezi svatými teology. Roku 1598 byl oficiálně prohlášen za svatého katolické církve, roku 1722 za učitele církve. Jeho svátek se slaví 4. dubna. Roku 2001 byl prohlášen patronem Internetu a vznikla i „Isidorova cena“ pro volně šířené programy (Shareware).

## Odkazy

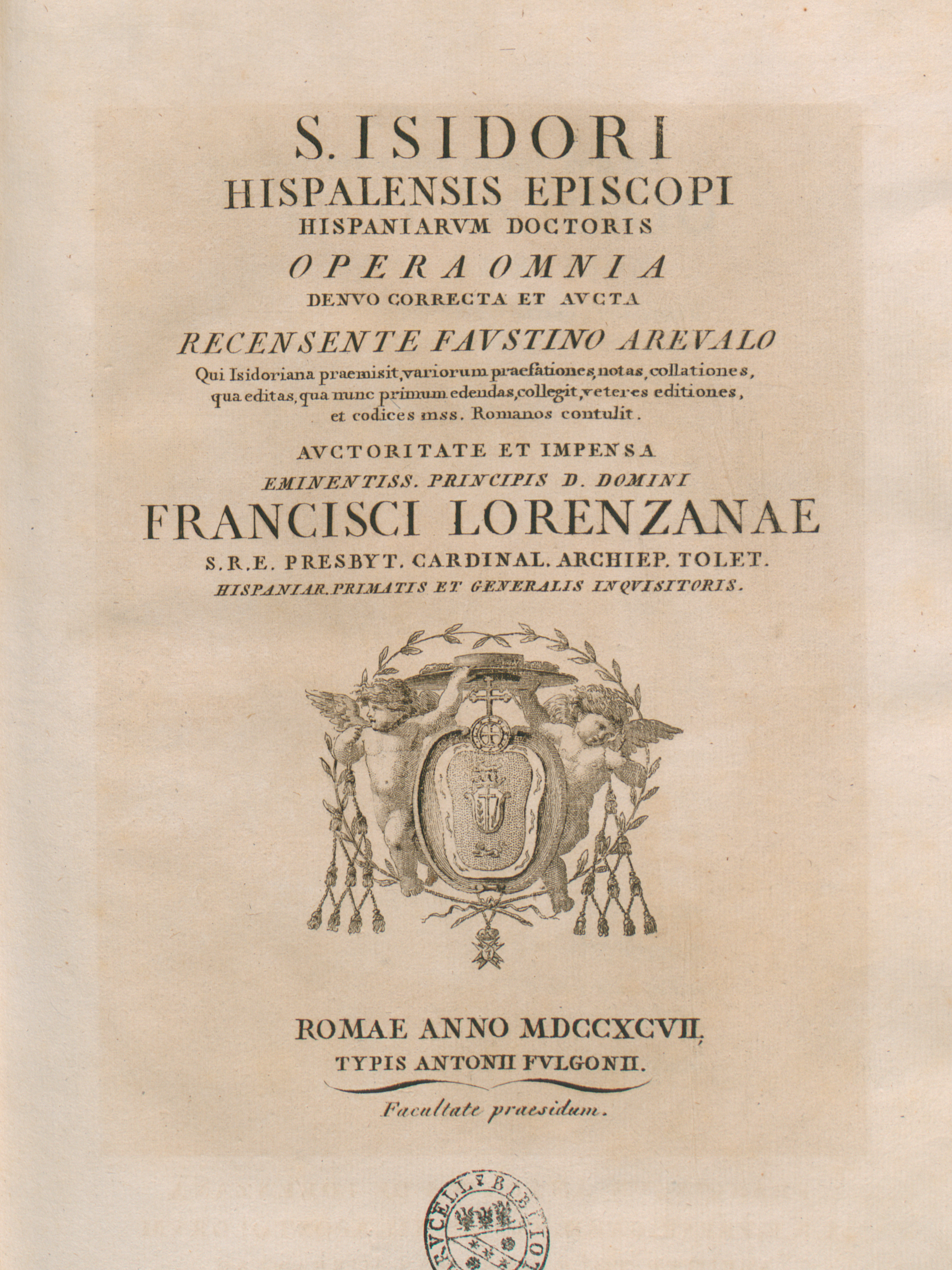
Opera omnia, 1797

#### Česky vydaná Isidorova díla
- Isidor ze Sevilly, Etymologiae I–III (svobodná umění). (překl. D. Korte) Praha: Oikúmené 2000
- Isidor ze Sevilly, Etymologiae IV (medicína). (překl. K. Hušková, H. Florianová) Praha: Oikúmené 2003
- Isidor ze Sevilly, Etymologiae V (právo a chronologie). (překl. L. Blechová-Čelebić) Praha: Oikúmené 2003
- Isidor ze Sevilly, Etymologiae VI–VII (křesťanství, církevní dějiny). (překl. D. Korte) Praha: Oikúmené 2004
- Isidor ze Sevilly, Etymologiae IX (jazyk). (překl. I. Zachová) Praha: Oikúmené 1998
- Isidor ze Sevilly, Etymologiae X (slova). (překl. L. Pultrová) Praha: Oikúmené 2010
- Isidor ze Sevilly, Etymologiae XI (antropologie). (překl. B. Kocánová, H. Šedinová, L. Blechová-Čelebić) Praha: Oikúmené 2009
- Isidor ze Sevilly, Etymologiae XII (fauna). (překl. J. Fuksová) Praha: Oikúmené 2004
- Isidor ze Sevilly, Etymologiae XIII–XV (meteorologie a geografie, architektura a geodézie). (překl. D. Korte) Praha: Oikúmené 2001
- Isidor ze Sevilly, Etymologiae XVI (drahé kameny, kovy a horniny). (překl. H. Šedinová) Praha: Oikúmené 2000
- Isidor ze Sevilly, Etymologiae XVII (rostliny). (překl. B. Kocánová, Z. Silagiová) Praha: Oikúmené 2019
- Isidor ze Sevilly, Etymologiae XVIII (vojenství a hry). (překl. D. Korte) Praha: Oikúmené 2002
- Isidor ze Sevilly, Etymologiae XIX–XX (lodě, stavby a oděvy; názvy pokrmů a nápojů, domácího zařízení a hospodářských nástrojů). (překl. I. Adámková, K. Vršecká, B. Kocánová, H. Florianová) Praha: Oikúmené 2009

#### Další literatura
- SCHAUBER, Vera; SCHINDLER, Hanns Michael. Rok se svatými. 2. vyd. Kostelní Vydří: Karmelitánské nakladatelství, 1997. 702 s. ISBN 80-7192-304-4.